# Tranh chấp quyền sở hữu tác phẩm của Taylor Swift

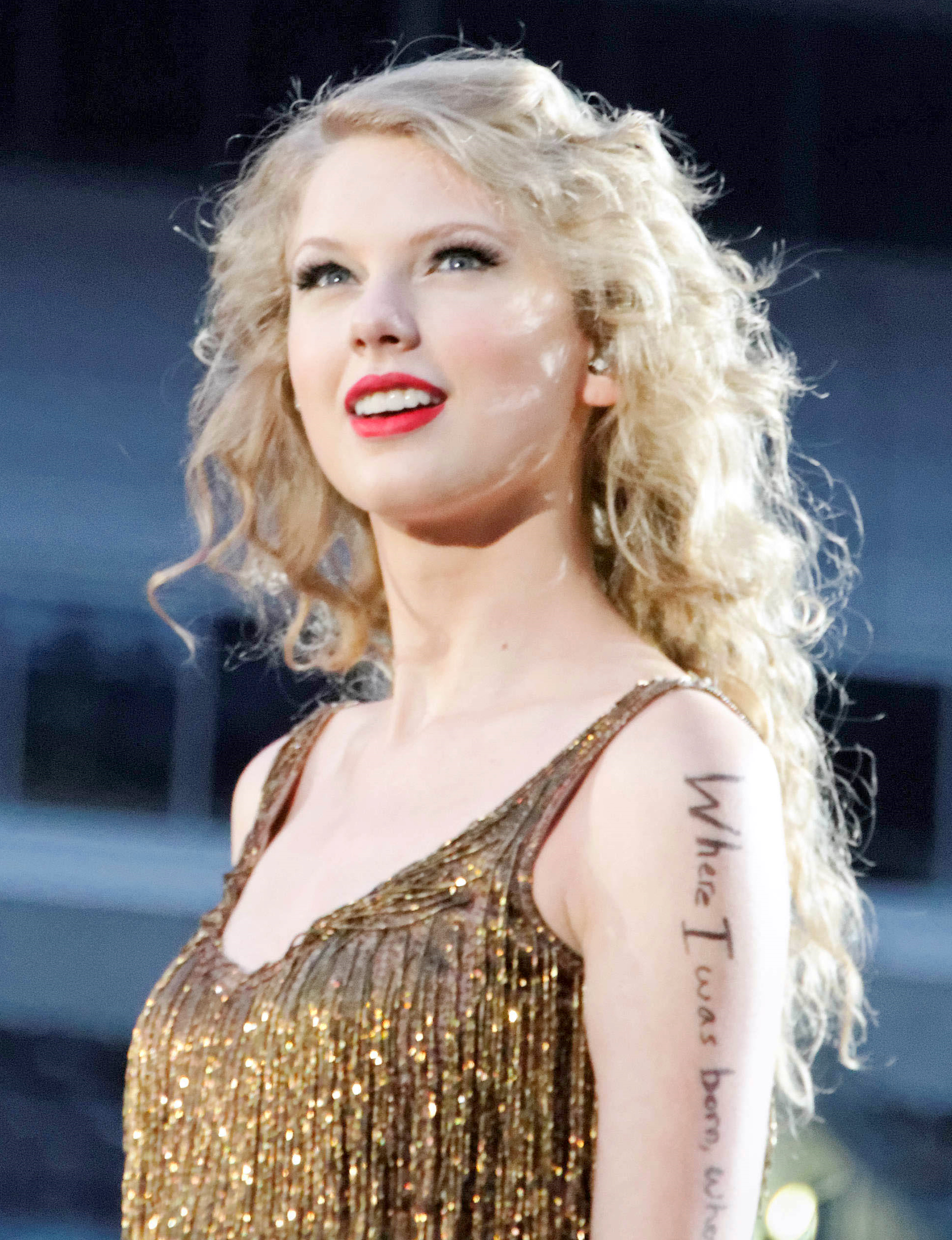
Taylor Swift (ảnh năm 2010) đã ký một hợp đồng thu âm vào năm 2005, trao cho Big Machine Records quyền sở hữu bản chính đối với sáu album đầu tiên của cô.

Các phương tiện truyền thông chính thống đưa tin vào tháng 6 năm 2019, bản chính (master) từ sáu album phòng thu đầu tiên của ca sĩ kiêm sáng tác nhạc người Mỹ Taylor Swift đã được mua lại bởi nhà quản lý nghệ sĩ Scooter Braun như một phần trong quá trình mua lại Big Machine Records, hãng thu âm chủ quản của Swift cho đến trước 2019. Swift cho biết cô đã cố gắng mua lại những bản chính này trong nhiều năm, nhưng Big Machine đã đưa ra nhiều điều khoản không có lợi đối với cô. Cô lên án giao dịch thương mại này của Braun mặc dù trước đó đã tìm cách làm hòa nhưng không thể. Cựu chủ tịch của Big Machine, Scott Borchetta, nói rằng Swift đã từ chối cơ hội mua về bản quyền và thách thức lại những tuyên bố của Swift.
Swift và Big Machine đã có một loạt tranh chấp, bao gồm cáo buộc của Swift về việc Big Machine ngăn cô sử dụng các sản phẩm âm nhạc cũ cho Giải thưởng Âm nhạc Mỹ năm 2019 và phim tài liệu Miss Americana (2020), cũng như phát hành trái phép Live from Clear Channel Stripped 2008 vào năm 2020. Swift tuyên bố cô sẽ thu âm lại sáu album phòng thu đầu tiên để giành quyền sở hữu những gì thuộc về mình. Ngày 9 tháng 4 năm 2021, cô phát hành Fearless (Taylor's Version), bản thu âm lại album năm 2008 Fearless của cô. Tiếp nối sau đó, Red (Taylor's Version), Speak Now (Taylor's Version) và 1989 (Taylor's Version) lần lượt được phát hành vào các ngày 9 tháng 4 năm 2021, 12 tháng 11 năm 2021, 7 tháng 7 năm 2023, 27 tháng 10 năm 2023.

## Bối cảnh
Bản chính là bản thu đầu tiên của một băng ghi âm, từ đó các bản sao sẽ được tạo ra để bán và phân phối. Do đó, chủ sở hữu của bản chính sở hữu tất cả các định dạng của băng ghi, chẳng hạn như các phiên bản kỹ thuật số để tải xuống và đăng tải trên các nền tảng phát trực tuyến, hoặc các phiên bản vật lý có sẵn trên đĩa CD và đĩa than. Bất kỳ ai muốn sao chép bản ghi phải xin phép chủ sở hữu. Trước khi xuất hiện các nền tảng âm nhạc kỹ thuật số, các nghệ sĩ âm nhạc phải dựa vào hãng thu âm để quảng bá sản phẩm âm nhạc của họ thông qua các phương tiện như airplay hoặc phân phối vật lý cho các nhà bán lẻ. Các hãng này thường yêu cầu nghệ sĩ ký hợp đồng thu âm để họ có quyền sở hữu "vĩnh viễn" đối với bản thu âm chính.
Năm 2005, ca sĩ kiêm sáng tác nhạc người Mỹ Taylor Swift đã ký hợp đồng thu âm 13 năm với Big Machine Records, một hãng thu âm có trụ sở tại Nashville do Scott Borchetta điều hành. Hợp đồng đã trao cho Big Machine quyền sở hữu đối với sáu album đầu tiên của Swift để đổi lấy một khoản ứng trước tiền mặt. Từ năm 2006 đến 2017, Swift đã phát hành sáu album phòng thu dưới công ti Big Machine, bao gồm Taylor Swift (2006), Fearless (2008), Speak Now (2010), Red (2012), 1989 (2014) và Reputation (2017).
Tháng 11 năm 2018, hợp đồng này hết hạn và Swift ký hợp đồng mới với hãng thu âm Republic Records trực thuộc Universal Music Group. Variety đưa tin rằng đến thời điểm đó, số tiền kiếm được từ Swift chiếm khoảng 80% doanh thu của Big Machine. Swift tiết lộ một điều khoản trong hợp đồng giữa Republic Records và cô ấy ảnh hưởng đến tất cả các nghệ sĩ trực thuộc Universal: bất kỳ việc bán cổ phần nào của công ty trong Spotify (nền tảng phát trực tuyến nhạc theo yêu cầu lớn nhất) đều dẫn đến sự công bằng cho tất cả nghệ sĩ Universal. Hợp đồng với Republic Records cũng cho phép Swift sở hữu hoàn toàn bản quyền đối với các album do họ phân phối, bắt đầu từ album Lover năm 2019 của cô.

## Tranh chấp

### Mua lại Big Machine Records
Vào năm 2019, Big Machine Records, công ty phát hành sáu album phòng thu đầu tiên của Swift, đã được mua lại bởi nhà quản lý nghệ sĩ và doanh nhân Scooter Braun và công ty Ithaca Holdings của ông với giá 300 triệu đô la Mỹ. Việc mua lại được tài trợ bởi Carlyle Group và một số công ty cổ phần tư nhân khác. Là một phần của thương vụ mua lại, quyền sở hữu các bản chính đối với sáu album phòng thu đầu tiên của Swift được chuyển giao cho Braun.
Ngày 30 tháng 6, cùng thời điểm với ngày công bố thương vụ mua bán này của Big Machine, Swift đã tố cáo việc mua lại trên Tumblr. Cô nói rằng cô đã cố gắng tìm cách mua lại từ chủ sở hữu cũ của mình trong nhiều năm, nhưng không có cơ hội trừ khi cô phải ký một hợp đồng khác, điều mà cô không sẵn sàng làm. Khi biết rằng Big Machine được rao bán, cô nói rằng cô không biết Braun sẽ là người mua, người được cô mô tả là "kẻ bắt nạt không ngừng": "Về cơ bản, di sản âm nhạc của tôi chuẩn bị nằm trong tay một người đã cố gắng phá hủy nó." Cô cáo buộc Borchetta đã phản bội lòng trung thành của cô vì đã bán danh mục âm nhạc của cô cho Braun, người mà Borchetta đã biết về hành vi "bắt nạt" Swift.
Đáp lại, Borchetta đã đăng tải một blog có tiêu đề "It's Time for Some Truth" trên trang web Big Machine. Vào ngày 25 tháng 6 năm 2019, các cổ đông của Big Machine và tập đoàn Ithaca Holdings của Braun đã tổ chức một cuộc điện thoại liên quan đến giao dịch. Trong khi cha của Swift, Scott Swift, là một trong những cổ đông thiểu số của Big Machine (nắm 4% cổ phần), ông đã không tham gia cuộc điện đàm do một thỏa thuận không tiết lộ "rất nghiêm ngặt". Cuộc gọi cuối cùng đã được tổ chức vào ngày 28 tháng 6, khi Scott Swift được đại diện bởi một luật sư từ công ty quản lý của Swift, 13 Management.
Borchetta cho biết anh đã nhắn tin cho Swift vào ngày 29 tháng 6, thách thức cô tuyên bố rằng cô không biết trước về giao dịch của Braun. Ông phủ nhận việc Swift có thái độ thù địch với Braun, người mà anh ta mô tả là "một nguồn thông tin tốt". Ông cũng đăng lên mạng xã hội một đoạn tin nhắn văn bản được cho là Swift đã gửi trước khi ký hợp đồng với Republic Records. Trong tin nhắn, Swift cho biết cô sẽ chấp nhận một hợp đồng 7 năm nữa với Big Machine với điều kiện cô phải nắm quyền sở hữu các tác phẩm của mình. Borchetta đồng ý, nhưng yêu cầu một hợp đồng mười năm. Tính xác thực của tin nhắn văn bản này hiện vẫn chưa được xác minh.

### Các tranh chấp tiếp theo

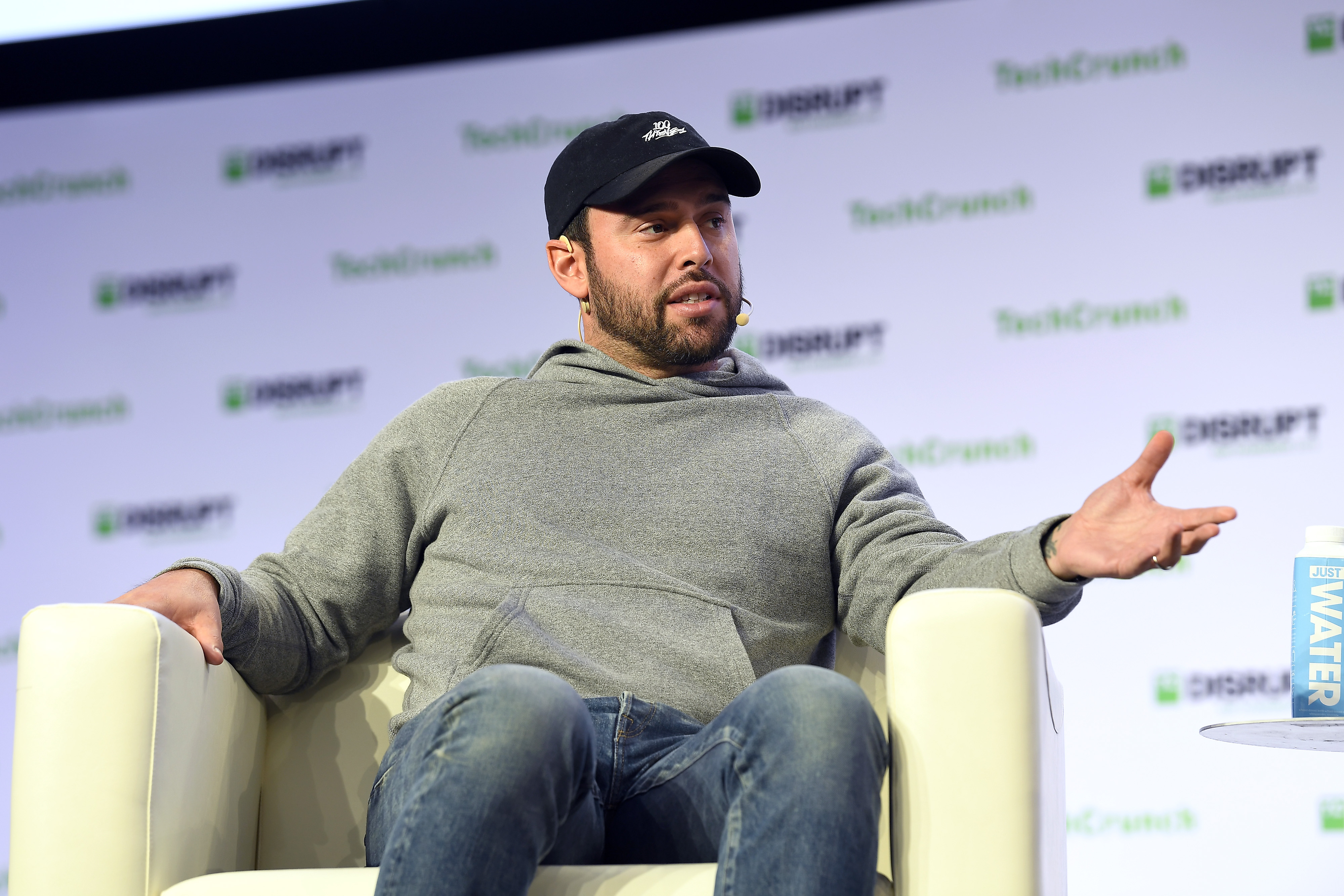
Scooter Braun (ảnh vào năm 2019), người đã mua lại Big Machine Records, và cùng với đó là bản chính sáu album của Swift.

Vào tháng 11 năm 2019, Swift cáo buộc Braun và Borchetta đã ngăn cản cô trình diễn các bài hát cũ của cô tại Giải thưởng Âm nhạc Mỹ năm 2019 và sử dụng nó cho bộ phim tài liệu Miss Americana năm 2020. Big Machine Records ban đầu bác bỏ yêu cầu của Swift, sau đó họ đã đưa ra một tuyên bố nói rằng họ đã "đồng ý cấp tất cả giấy phép cho các buổi biểu diễn của nghệ sĩ của họ để phát trực tuyến chương trình và phát sóng lại trên các nền tảng được hai bên chấp thuận" với Giải thưởng Âm nhạc Mỹ; tuyên bố không đề cập đến Swift. Tuyên bố cũng nói rằng Big Machine đã đàm phán với nhà sản xuất của chương trình trao giải, Dick Clark Productions; Dick Clark Productions tranh cãi rằng họ chưa bao giờ đồng ý đưa ra bất kỳ tuyên bố nào với Big Machine.
Braun cho biết anh đã bị người hâm mộ của Swift doạ giết và muốn nói chuyện với Swift về vấn đề này. Vào tháng 4 năm 2020, Big Machine phát hành Live from Clear Channel Stripped 2008, một album trực tiếp các buổi biểu diễn của Swift tại một chương trình radio năm 2008 cho Clear Channel. Swift cho biết cô chưa cho phép phát hành, và gọi đó là "sự tham lam vô liêm sỉ."

## Hệ quả
Vào tháng 10 năm 2020, Braun đã bán bản chính, video và tác phẩm nghệ thuật cho Shamrock Holdings, một công ty cổ phần tư nhân của Mỹ thuộc sở hữu của Disney, với giá trị được cho là 300 triệu đô la Mỹ. Swift tuyên bố rằng Braun đã đề nghị cho cô một cơ hội đấu thầu các bản chính của mình với điều kiện phải ký một thỏa thuận không tiết lộ thêm các tuyên bố công khai của cô về Braun, nhưng cô đã từ chối. Cô cũng từ chối lời đề nghị của Shamrock trở thành đối tác cổ phần, với lý do Braun và Ithaca Holdings sẽ tiếp tục hưởng lợi tài chính từ công việc của cô.

### Thu âm lại
Swift thông báo vào tháng 8 năm 2019 rằng cô sẽ thu âm lại và phát hành sáu album đầu tiên để hoàn toàn sở hữu toàn bộ sản phẩm âm nhạc của mình. Cô bắt đầu công việc thu âm lại vào tháng 11 năm 2020. Các album được thu lại được xác định bằng ghi chú "(Taylor's Version)" trên tất cả tên album và bài hát, để phân biệt chúng với các bản thu từ trước.
Vào tháng 2 năm 2021, Swift thông báo rằng cô đã hoàn thành việc thu âm lại album phòng thu năm 2008 Fearless và phát hành "Love Story (Taylor's Version)", bản thu âm lại đĩa đơn mở đường của album "Love Story" vào ngày 12 tháng 2. Sau đó, cô đã phát hành hai ca khúc khác chưa từng được công bố trước khi phát hành Fearless (Taylor's Version) vào ngày 9 tháng 4. Một số nhà phê bình âm nhạc đã đánh giá tích cực Fearless (Taylor's Version), và ca ngợi động thái này, coi đó như một hành động bảo vệ quyền nghệ sĩ. Bản gốc Fearless đứng ở vị trí thứ 157 trên Billboard 200 của Hoa Kỳ trước tác động của Fearless (Taylor's Version), sau đó bản thu âm gốc đã giảm 19% doanh thu và rời khỏi bảng xếp hạng hoàn toàn, trong khi bản thu âm lại đứng đầu bảng. Ben Sisario của The New York Times cho rằng Fearless (Taylor's Version) "đã hoàn thành điều dường như là một trong những mục tiêu của Swift: chôn vùi bản gốc Fearless."
Vào tháng 6 năm 2021, cô công bố Red (Taylor's Version), phiên bản thu âm lại của album Red năm 2012 của cô, và tiết lộ ngày 19 tháng 11 năm 2021 là ngày phát hành của nó. Album sẽ bao gồm tất cả 30 bài hát ban đầu dành cho phiên bản 2012.

## Phản ứng
Các ấn phẩm đã nêu bật sự phản đối của công chúng đối với việc mua lại quyền sở hữu tác phẩm của cô là tiên phong, mặc dù vấn đề này và xung đột giữa hãng thu âm và nghệ sĩ như Prince, The Beatles, Janet Jackson và Def Leppard đã phổ biến trước đó, Swift là một trong những số ít những người công khai chuyện này. Các bài đăng trên mạng xã hội của cô đã thúc đẩy cả sự ủng hộ và phản đối từ những nghệ sĩ cùng thời với cô; phía ủng hộ bao gồm Halsey, Sky Ferreira, Katy Perry và Iggy Azalea. Ngược lại, phe phản đối, đa số gồm những nghệ sĩ được Braun quản lý, Justin Bieber và Demi Lovato, những người tin rằng ông là một người tốt và quyết định này không mang tính cá nhân. Vào tháng 5 năm 2021, Olivia Rodrigo công khai rằng cô đã thương lượng với hãng thu âm của mình để tự mình sở hữu những bản thu âm chính, sau khi chứng kiến xung đột này của Swift. Joe Jonas nói rằng anh ấy muốn thu âm lại các bản thu cũ của Jonas Brothers, nhóm nhạc có anh là thành viên, giống như Swift.
Ba bài hát nằm trong album Folklore và Evermore năm 2020 của Swift, "My Tears Ricochet", "Mad Woman" và "It's Time To Go", được các nhà phê bình đánh giá cao vì có nội dung nói đến vụ tranh chấp, Borchetta và Braun.